# Одержимая (пьеса)
«Одержимая» (др.-греч. Θεοφρουμένη) — комедия древнегреческого драматурга Менандра (IV—III века до н. э.), текст которой сохранился в виде незначительных фрагментов на папирусе II века н. э. Время написания и первой постановки пьесы неизвестно. При этом она явно ставилась на сцене после смерти автора. При раскопках в афинском театре Диониса в XIX веке были найдены 12 свинцовых жетонов с надписью «Одержимая» — входных билетов на представление. Обычно такие жетоны собирали сразу после спектакля для переплавки, а в этом случае сборам могла помешать какая-то опасность. Исследователи полагают, что речь идёт о событиях 267 года н. э., когда Афины были взяты герулами.
Главный герой пьесы, молодой человек по имени Клиния, влюблён в девушку, которая то ли одержима по-настоящему, то ли притворяется. В остальном о сюжете пьесы можно только догадываться.